# Grindsted Gymnasium & HF
Grindsted Gymnasium & HF er et dansk gymnasium og hf-kursus, der er beliggende i Grindsted. Gymnasiet har ca. 510 elever, mens der på hf er ca. 100 kursister.
Gymnasiet blevet etableret i 1961 og har siden sidst i 1960'erne også haft hf-kursus. Bygningerne er renoveret flere gange og i 1990'erne etableredes et nyt kantineområde, der er udsmykket af Michael Kvium.

## Kendte studenter
- ca. 1969: Peter K.A. Jensen, læge og populærvidenskabelig forfatter[1]
- 1973: Helge Engelbrecht, musiker
- 1973: Peter Tygesen, journalist
- 1978: Claus Johansen, chefredaktør
- 2000: Louise Herping Ellegaard, iværksætter[2]